# Slavolok zmage, Bukarešta
Slavolok zmage (romunsko Arcul de Triumf din București) je slavolok v severnem delu Bukarešte na cesti Kiseleff.
Prvi lesen slavolok je bil hitro zgrajen, potem ko je Romunija postala neodvisna (1878), tako da so lahko zmagovite čete korakale pod njim. Na istem kraju je bil zgrajen še en začasen lok leta 1922 po prvi svetovni vojni, ki je bil porušen leta 1935, da bi naredil prostor današnjemu spomeniku, ki je bil odprt septembra 1936.
Sedanji slavolok je visok 27 metrov in je bil zgrajen po načrtih arhitekta Petra Antonescuja. Temelji so v obliki pravokotnika, mere so 25 x 11,50 metra. Skulpture, s katerimi so okrašene fasade, so ustvarili znani romunski kiparji, kot sta Ion Jalea in Dimitrie Paciurea. Vojaške parade so pod lokom  vsako leto 1. decembra ob narodnem prazniku Romunije.
Elizabetina palača, sedanja rezidenca romunske kraljeve družine, stoji v bližini ulice slavoloka v parku Herăstrău.

## Obnova
V skladu s tehničnim strokovnim znanjem je bilo leta 1980 ugotovljeno, da se je stanje zgradbe resno poslabšalo, kar je zahtevalo nekaj večjih popravil. Zaradi čezmerne vlage, ki jo povzroča vdiranje vode, so začele propadati zidane površine, zaradi potresa v letih 1940 in 1977 pa so nastale razpoke zidov. 
Med januarjem 2014 in 28. novembrom 2016 so ga prenavljali. Ob tej priložnosti sta bili obnovljeni besedili izjave kralja Ferdinanda državi ob vstopu Romunije v vojno in ob kronanju v Albi lulii iz leta 1922.